# Rébellion jacobite de 1745
Le soulèvement jacobite de 1745 est une tentative de Charles Édouard Stuart de reconquérir le trône britannique pour son père, James Francis Edward Stuart. Elle a lieu pendant la guerre de Succession d'Autriche, alors que le gros de l'armée britannique combattait sur le continent européen, et s'avère être la dernière d'une série de révoltes qui avaient commencé en mars 1689, avec des flambées majeures en 1715 et 1719 .
Charles lance la rébellion le 19 août 1745 à Glenfinnan dans les Highlands écossais, capturant Édimbourg et remportant la bataille de Prestonpans en septembre. Lors d'un conseil en octobre, les Écossais acceptent d'envahir l'Angleterre après que Charles leur eut assuré un soutien substantiel des Jacobites anglais et un débarquement français simultané dans le sud de l'Angleterre. Sur cette base, l’armée jacobite entre en Angleterre début novembre, mais aucune de ces assurances ne se révéle exacte. En arrivant à Derby le 4 décembre, ils s'arrêtent pour discuter de la stratégie future.
Des discussions similaires avaient eu lieu à Carlisle, Preston et Manchester et beaucoup estimaient qu’elles étaient déjà allées trop loin. La route de l'invasion avait été choisie pour traverser des zones considérées comme fortement jacobites, mais le soutien anglais promis ne s'est pas matérialisé. Alors que plusieurs armées gouvernementales marchent sur leurs positions, les rebelles sont en infériorité numérique et risquent d'être isolés. La décision de se retirer est soutenue par la grande majorité, mais provoque une division irrémédiable entre Charles et ses partisans écossais. Malgré la victoire à Falkirk Muir en janvier 1746, la défaite à Culloden en avril met fin à la rébellion. Charles s'enfuit en France, mais ne parvient pas à obtenir de soutien pour une nouvelle tentative. Il meurt à Rome en 1788.

## Contexte

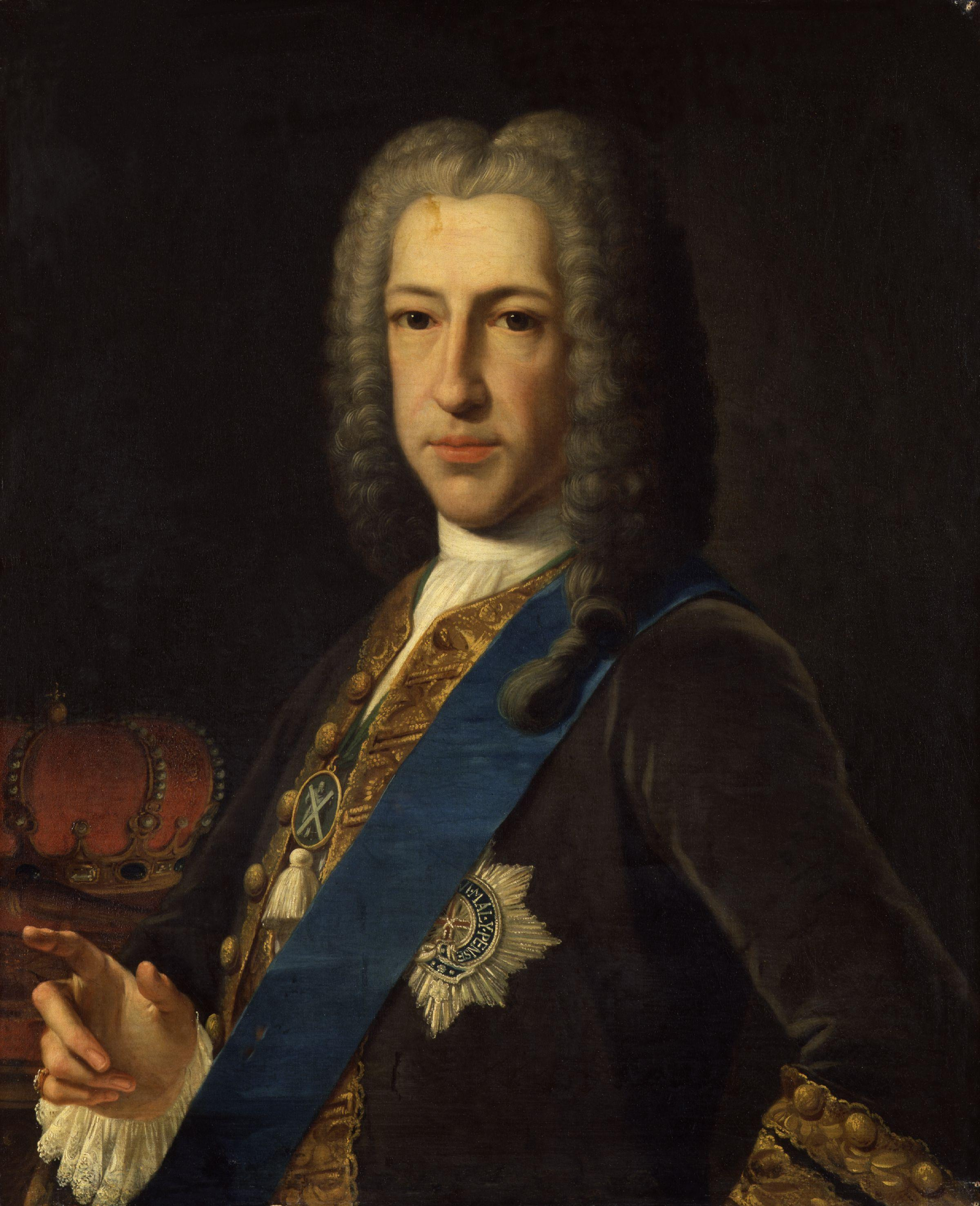
Portrait de James Francis Edward Stuart, le « vieux prétendant » ou « chevalier de Saint-Georges » de 1748

À la suite de la Glorieuse Révolution de 1688, le roi catholique Jacques II et VII est remplacé par sa fille protestante Marie et son mari hollandais Guillaume qui régnent comme monarques conjoints d'Angleterre, d'Irlande et d'Écosse. Ni Marie, décédée en 1694, ni sa sœur Anne n'ont d'enfants survivants, laissant leur demi-frère catholique James Francis Edward comme héritier naturel le plus proche. Étant donné que l'Acte d'établissement de 1701 exclut les catholiques de la succession, lorsqu'Anne devient reine en 1702, son héritière est l'électrice protestante Sophie de Hanovre, parente éloignée de son mari. Sophie meurt en juin 1714, deux mois avant Anne, et son fils lui succède sous le nom de George Ier en août.
Louis XIV de France, principale source de soutien des Stuarts exilés, meurt en 1715 et ses successeurs ont besoin de la paix avec la Grande-Bretagne pour reconstruire leur économie. L'alliance anglo-française de 1716 oblige Jacques à quitter la France ; il s'installe à Rome avec une pension papale, ce qui le rend encore moins attrayant pour les protestants qui forment la grande majorité de son soutien britannique. Les rébellions jacobites de 1715 et 1719 échouent toutes les deux, la dernière étant si lamentable que ses planificateurs en concluent qu'elle pourrait « ruiner les intérêts du roi et ses fidèles sujets dans ces régions ». Les exilés de haut rang comme Henry St John, 1er vicomte Bolingbroke, acceptent des grâces et retournent chez eux ou prennent un emploi ailleurs. La naissance de ses fils Charles et Henry contribue à maintenir l'intérêt du public pour les Stuarts, mais en 1737, Jacques « vit tranquillement à Rome, ayant abandonné tout espoir de restauration ».

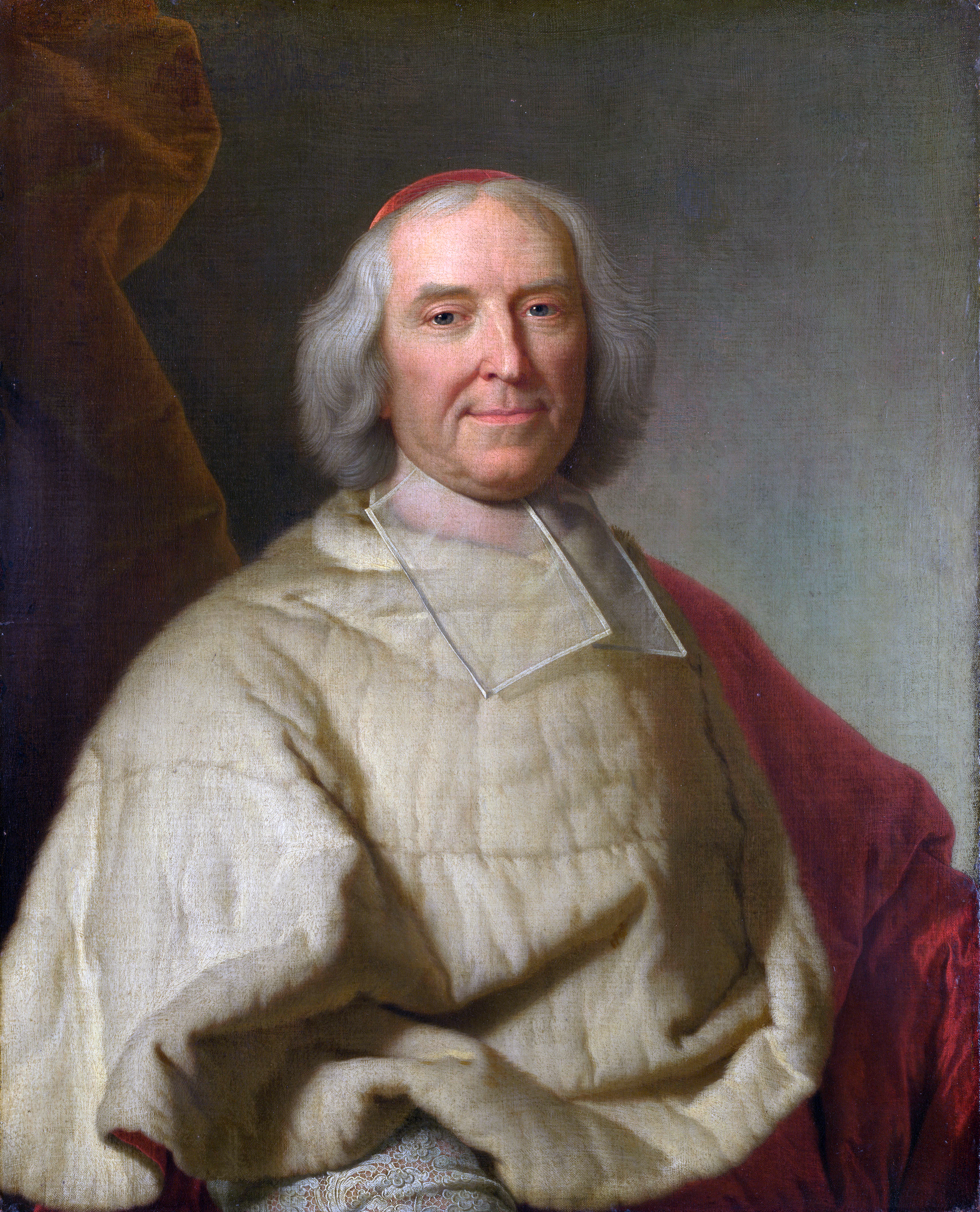
Le cardinal Fleury, premier ministre de France de 1723 à 1743 ; il considérait les Jacobites comme une arme inefficace pour faire face au pouvoir britannique

Dans le même temps, à la fin des années 1730, les hommes d'État français en sont venus à considérer la puissance commerciale britannique comme une menace pour l'équilibre des pouvoirs européens, et les Stuarts en exil comme une option potentielle pour l'affaiblir. Cependant, financer une insurrection de faible intensité est bien plus rentable qu’une restauration coûteuse, d’autant plus que les Stuarts ne sont probablement pas plus pro-français que les Hanovriens. Les Highlands écossais, reculés et peu développés, sont un endroit idéal pour lancer une telle tentative, tandis que la nature féodale de la société clanique rend relativement facile la levée de troupes. Cependant, même les sympathisants jacobites sont réticents à soutenir un soulèvement dont ils reconnaissent qu'il peut être dévastateur pour la population locale.
L'opposition aux taxes prélevées par le gouvernement de Londres conduit à la taxe sur le malt de 1725 et aux émeutes de Porteous de 1737. En mars 1743, le 42e régiment d'infanterie recruté dans les Highlands est envoyé en Flandre, contrairement à l'accord selon lequel son service est limité à l'Écosse, ce qui provoque une mutinerie de courte durée. Cependant, les mutineries liées aux salaires et aux conditions de travail ne sont pas rares et les pires émeutes de 1725 ont lieu à Glasgow, une ville que Charles note en 1746 comme « où je n'ai pas d'amis et qui ne se donnent pas la peine de le cacher ».
Les conflits commerciaux entre l'Espagne et la Grande-Bretagne conduisent à la guerre de l'oreille de Jenkins en 1739, suivie en 1740-1741 par la guerre de Succession d'Autriche. Le Premier ministre britannique de longue date Robert Walpole est contraint de démissionner en février 1742 par une alliance de conservateurs et de patriotes whigs anti-Walpole, qui excluent alors leurs partenaires du gouvernement. Des conservateurs furieux comme Henry Scudamore, 3e duc de Beaufort, demandent l'aide française pour restaurer Jacques sur le trône britannique. Alors que la guerre avec la Grande-Bretagne n'est clairement qu'une question de temps, le cardinal Fleury, premier ministre depuis 1723, considère les Jacobites comme des fantaisistes peu fiables, une opinion partagée par la plupart des ministres français. Une exception est René Louis de Voyer de Paulmy d'Argenson, nommé ministre des Affaires étrangères par Louis XV après la mort de Fleury en janvier 1743.

## Après 1715: Le jacobitisme dans les îles britanniques

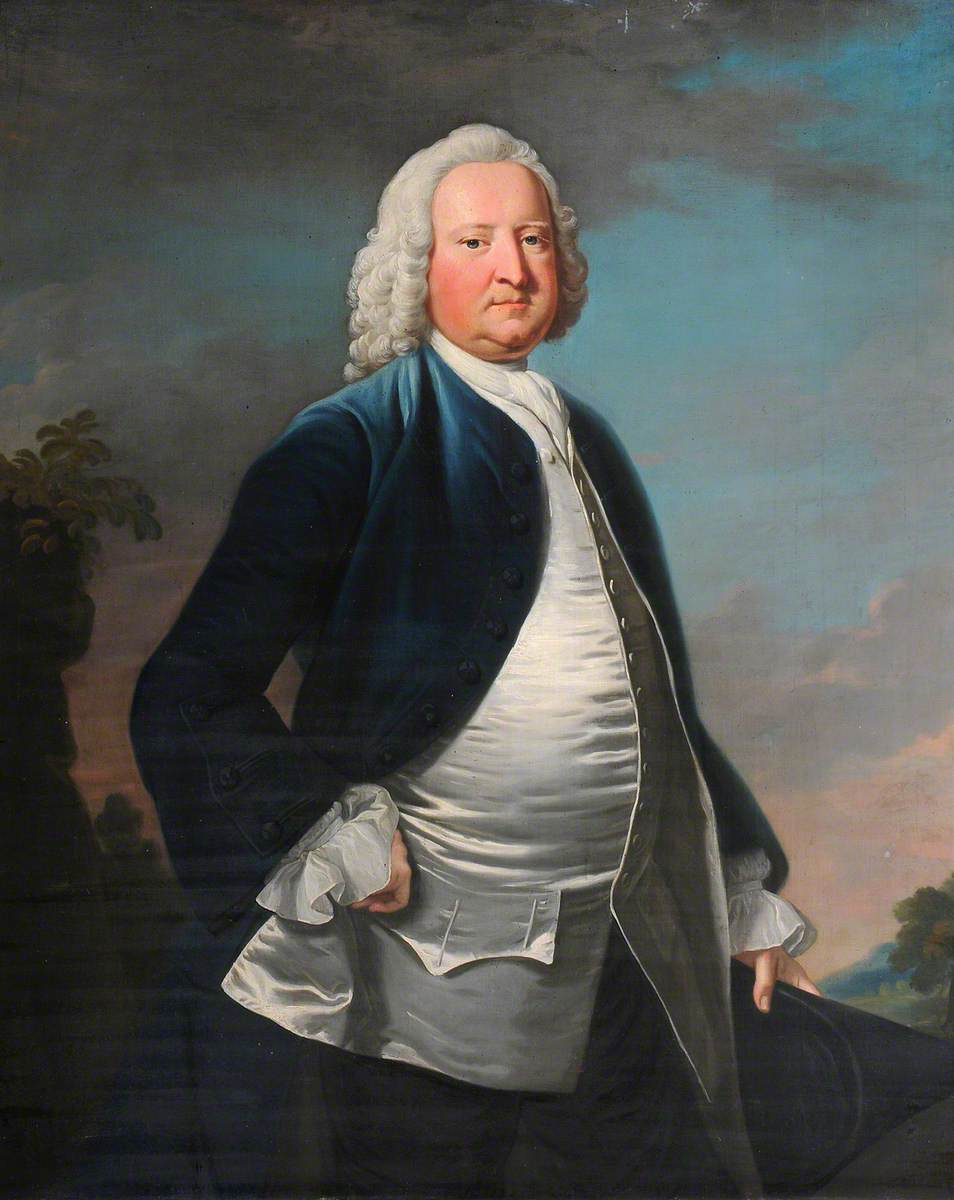
Sir Watkin Williams-Wynn (1692-1749), conservateur gallois ; son manteau bleu était un symbole jacobite

L'historien Frank McLynn identifie sept motivations idéologiques différentes derrière le soutien continu au jacobitisme en 1745, le loyalisme Stuart étant le moins important. Ces divisions deviennent de plus en plus apparentes au cours de l'insurrection, exacerbées par le fait que Charles lui-même ignore largement les royaumes qu'il espère reconquérir. De plus, bon nombre de ses conseillers principaux sont des exilés irlandais qui souhaitent une Irlande catholique et autonome et la restitution des terres confisquées après les guerres confédérées irlandaises . Son grand-père Jacques II avait promis ces concessions en échange du soutien irlandais lors de la guerre Williamite de 1689 à 1691 en Irlande, et seul un Stuart sur le trône de Grande-Bretagne pouvait assurer leur accomplissement.
De telles concessions sont fermement combattues par les protestants, qui constituent l'écrasante majorité en Angleterre, au Pays de Galles et en Écosse, tandis que les estimations du soutien anglais en particulier confondent l'indifférence à l'égard des Hanovriens avec l'enthousiasme à l'égard des Stuarts. Après 1720, Robert Walpole tente de rapprocher les catholiques anglais du régime en refusant d'appliquer des lois contre eux. Beaucoup deviennent des partisans du gouvernement, notamment Edward Howard, duc de Norfolk, chef officieux de la communauté catholique anglaise. Condamné à mort en 1716, il est gracié et reste à Londres pendant la rébellion de 1745, rendant visite à George II pour confirmer sa loyauté.
La plupart des sympathisants jacobites anglais sont des conservateurs qui se plaignent de leur exclusion du pouvoir depuis 1714 et considèrent Hanovre comme un fardeau qui les implique dans des guerres continentales coûteuses et d'un bénéfice minime pour la Grande-Bretagne. Ces sentiments sont particulièrement forts dans la City de Londres, bien que les diplomates observent que l'opposition aux implication étrangères n'est vraie que « tant que le commerce anglais n'en souffre pas ». Cependant, même ce groupe est bien plus soucieux d'assurer la primauté de l'Église d'Angleterre, ce qui signifie de la défendre contre Charles et ses conseillers catholiques, les presbytériens écossais qui forment le gros de son armée, ou les non-conformistes en général ; de nombreuses manifestations « jacobites » au Pays de Galles découlent de l'hostilité au renouveau méthodiste gallois du XVIIIe siècle.

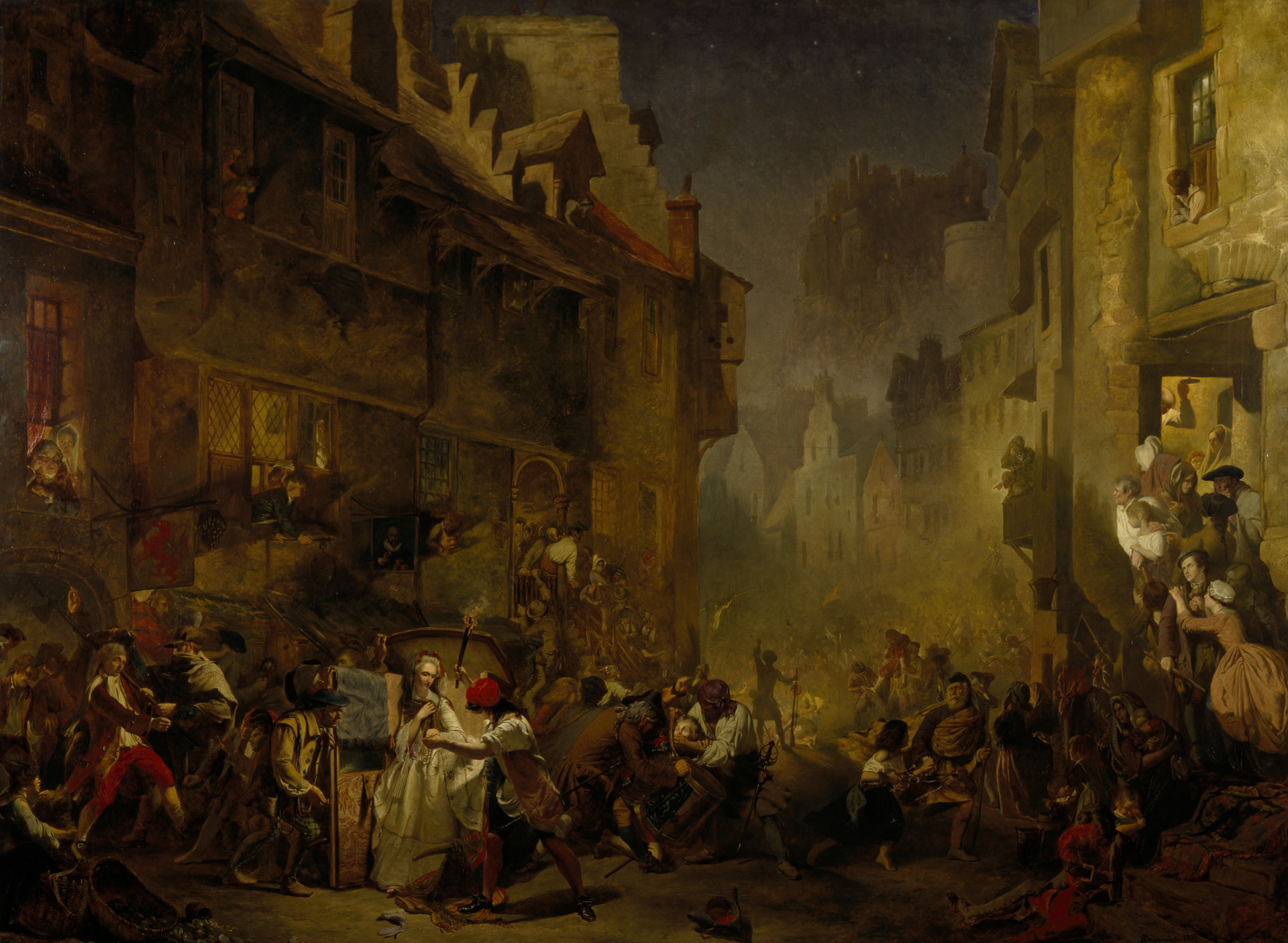
Les émeutes de Porteous à Édimbourg en 1737 reflétaient l'opposition à la perte du pouvoir politique à la suite de l'Union

Le jacobite gallois le plus éminent est le propriétaire foncier du Denbighshire et membre conservateur du Parlement, Watkin Williams-Wynn, chef de la société jacobite de la Rose blanche. Il rencontre les agents Stuart à plusieurs reprises entre 1740 et 1744 et leur promet son soutien « si le prince amène une armée française » ; il passe finalement la rébellion à Londres, avec la participation de la petite noblesse galloise limitée à deux avocats, David Morgan et William Vaughan.
Après le soulèvement jacobite de 1719, de nouvelles lois imposent des sanctions aux non-juristes, ceux qui refusent de prêter allégeance au régime hanovrien. En 1745, les non-juristes avaient largement disparu en Angleterre, mais continuaient à être un élément important en Écosse ; beaucoup de ceux qui participent au soulèvement viennent de congrégations non-juristes de l'Église épiscopale écossaise. Cependant, le facteur le plus puissant du soutien écossais en 1745 est l'opposition à l'Union de 1707, dont la perte de contrôle politique n'est pas compensée par un avantage économique perçu. Ce phénomène est particulièrement marqué à Édimbourg, ancien siège du Parlement écossais, et parmi les chefs des Highlands, dont beaucoup sont lourdement endettés.
En résumé, Charles veut récupérer le trône d'une Grande-Bretagne unie et gouverner sur la base du droit divin des rois et de l'absolutisme. Ces deux principes ont été rejetés par la Glorieuse Révolution de 1688, mais sont renforcés par ses conseillers de confiance, dont la plupart sont des exilés catholiques anglais ou irlandais de longue date,. Ils diffèrent fortement des nationalistes protestants écossais qui forment le gros de l'armée jacobite en 1745 et s'opposent à l'Union, au catholicisme et au régime « arbitraire ». Dans le même temps, les exilés jacobites ne comprennent pas à quel point le soutien des conservateurs anglais provient de différences politiques avec les Whigs, et non de la loyauté envers les Stuart.

## Charles en Écosse

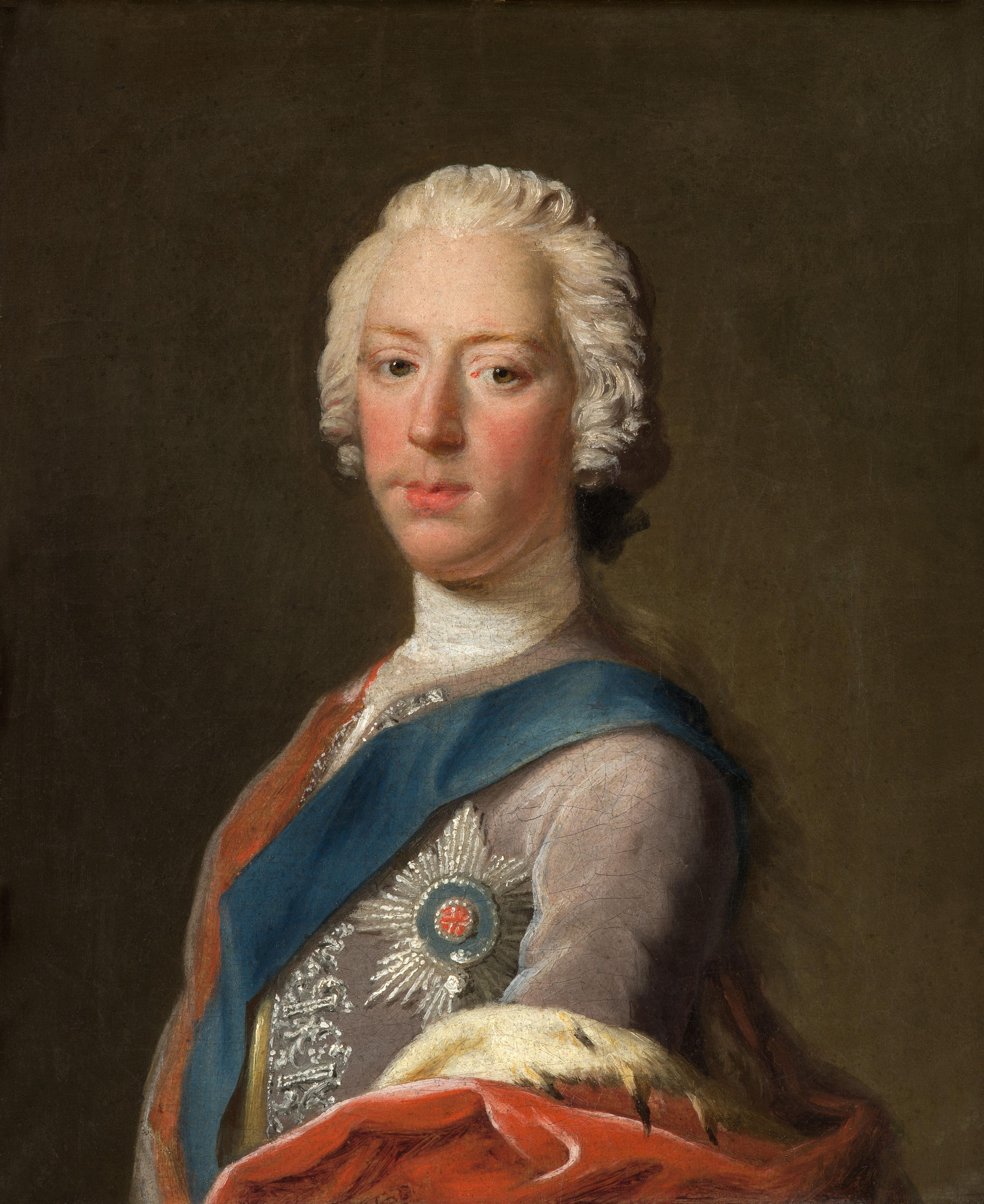
Charles Édouard Stuart en membre de la famille royale européenne, peint à Holyrood, fin 1745

En vertu du Pacte de Famille de 1743, Louis XV et son oncle, Philippe V d'Espagne, acceptent de coopérer contre la Grande-Bretagne, y compris une invasion pour restaurer les Stuarts. En novembre 1743, Louis informe Jacques que cette opération est prévue pour février 1744 et commence à rassembler 12 000 soldats et transports à Dunkerque, choisi parce qu'il est possible d'atteindre la Tamise à partir de là en une seule marée,. La Royal Navy étant parfaitement consciente de cela, l'escadre française de Brest fait des préparatifs ostentatoires pour prendre la mer, dans l'espoir d'attirer leurs patrouilles.
Jacques reste à Rome tandis que Charles se rend en secret pour rejoindre la force d'invasion, mais lorsque l'escadre de l'amiral Roquefeuil quitte Brest le 26 janvier 1744, la Royal Navy refuse de le suivre. Les opérations navales françaises contre la Grande-Bretagne se déroulaient souvent en hiver, lorsque le mauvais temps rendait plus difficile l’application d’un blocus. Malheureusement, cela fonctionne dans les deux sens et, comme en 1719, la force d’invasion est détruite par les tempêtes. Plusieurs navires français sont coulés et beaucoup d'autres gravement endommagés, Roquefeuil lui-même étant parmi les victimes. En mars, Louis annule l'invasion et déclare la guerre à la Grande-Bretagne.
En 1738, John Gordon de Glenbucket avait proposé un débarquement en Écosse, qui avait été rejeté par les Français et par Jacques lui-même. Cherchant à relancer ce plan, Charles se rend en août à Paris où il rencontre Sir John Murray de Broughton, agent de liaison entre les Stuarts et leurs partisans en Écosse. Murray a par la suite affirmé avoir déconseillé cette initiative, mais Charles est « déterminé à venir [...] même avec un seul valet de pied ». Lorsque Murray revient à Édimbourg avec cette nouvelle, ses collègues réitèrent leur opposition à un soulèvement sans un soutien français substantiel, mais Charles parie qu'une fois en Écosse, les Français devraient le soutenir.

La bataille avec le HMS a forcé Elizabeth à retourner au port avec la plupart des armes et des volontaires

Il passe les premiers mois de 1745 à acheter des armes, tandis que la victoire de Fontenoy en avril incite les autorités françaises à lui fournir deux navires de transport. Il s'agit du corsaire Du Teillay, armé de 16 canons, et de l'Elizabeth, un vieux navire de guerre de 64 canons capturé aux Britanniques en 1704, qui transportait les armes et 100 volontaires de la brigade irlandaise de l'armée française. Début juillet, Charles embarque sur le Du Teillay à Saint-Nazaire accompagné des « Sept Hommes de Moidart », le plus notable étant le colonel John O'Sullivan, un exilé irlandais et ancien officier français qui fait office de chef d'état-major. Les deux navires partent pour les Hébrides extérieures le 15 juillet mais sont interceptés quatre jours plus tard par le HMS <i id="mwAVE">Lion</i>, qui engage le combat contre Elizabeth. Après une bataille de quatre heures, les deux hommes sont obligés de rentrer au port ; la perte de l' Elizabeth, de ses volontaires et de ses armes est un revers majeur, mais la Du Teillay débarque Charles à Eriskay le 23 juillet.
Plusieurs des personnes contactées lui conseillent de retourner en France, notamment MacDonald de Sleat et Norman MacLeod. Conscients des conséquences probables d'une défaite, ils estiment qu'en arrivant sans le soutien militaire français, Charles n'a pas tenu ses engagements et ne sont pas convaincus par ses qualités personnelles. Sleat et MacLeod sont peut-être aussi particulièrement vulnérables aux sanctions gouvernementales, en raison de leur implication dans la vente illégale de locataires en servitude sous contrat. Ils sont suffisamment convaincus, mais le choix est rarement simple ; Donald Cameron de Lochiel ne s'engage qu'après que Charles eut fourni « une garantie pour la valeur totale de ses biens si le soulèvement échouait », tandis que MacLeod et Sleat l'aident à s'échapper après Culloden.
Le 19 août, la rébellion est lancée avec la levée de l'étendard royal à Glenfinnan, à laquelle assistènt environ 700 Highlanders, selon O'Sullivan. Cette petite force jacobite utilise les nouvelles routes construites par le gouvernement pour atteindre Perth le 4 septembre, où elle est rejointe par davantage de sympathisants. Parmi eux figure Lord George Murray, précédemment gracié pour sa participation aux soulèvements de 1715 et 1719. O'Sullivan oragnise initialement l'armée jacobite selon des lignes militaires conventionnelles, mais lorsque Murray prend la relève comme chef d'état-major, il est revient aux structures et coutumes militaires traditionnelles des Highlands, familières à la majorité de ses recrues.

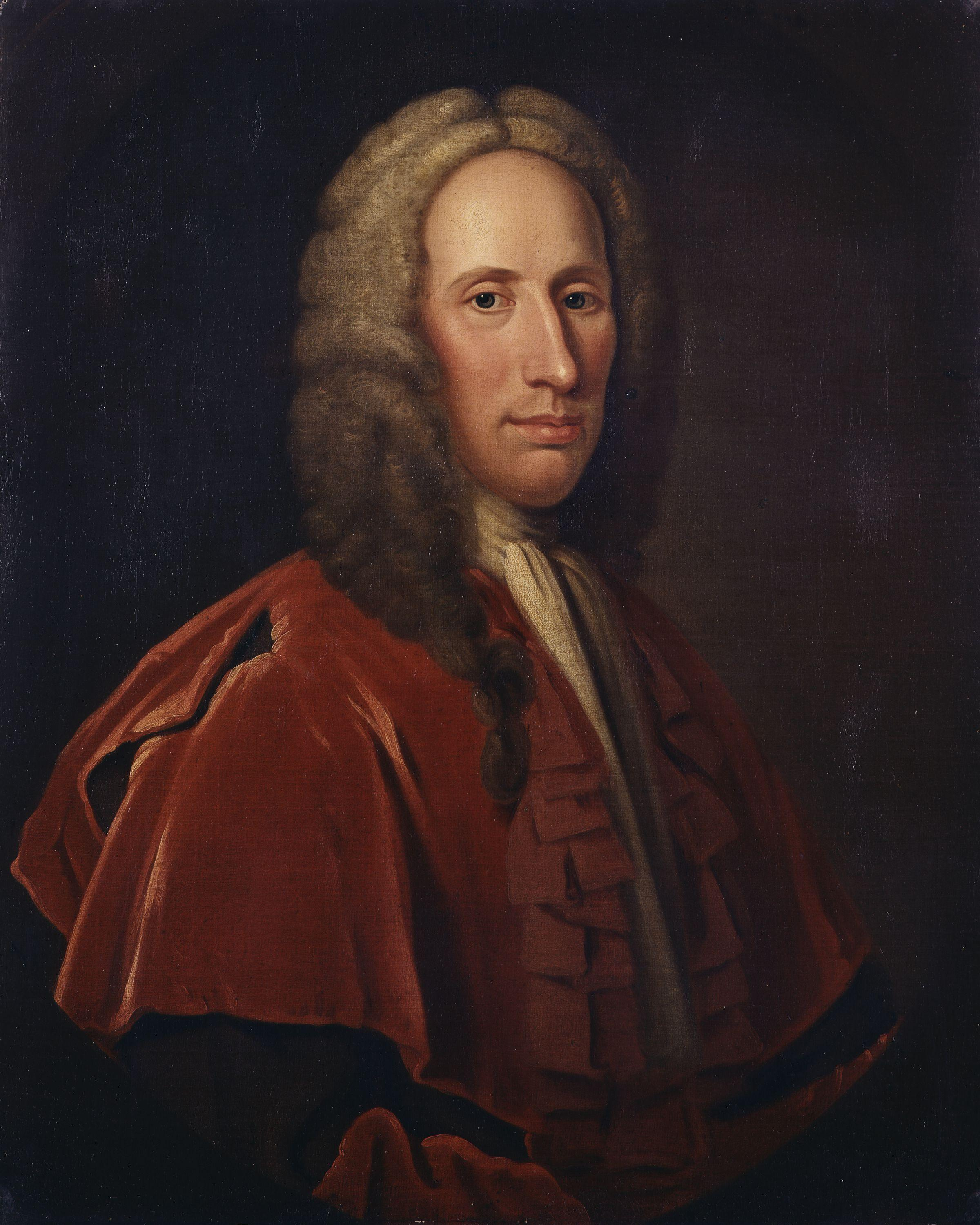
Duncan Forbes, Lord Culloden, haut fonctionnaire du gouvernement écossais, organisa sans relâche l'opposition aux Jacobites.

Le haut fonctionnaire juridique du gouvernement écossais, le Lord Président Duncan Forbes, transmet la confirmation du débarquement à Londres le 9 août. Beaucoup des 3 000 soldats à la disposition de John Cope, le commandant du gouvernement en Écosse, sont des recrues non entraînées, et bien qu'il manque d'informations sur les intentions jacobites, ils sont bien informés sur les siennes, car Murray a été l'un de ses conseillers. Forbes s'appuie plutôt sur ses relations pour fidéliser les gens ; il échoue avec Lochiel et Simon Fraser, Lord Lovat, mais réussit avec beaucoup d'autres, dont William Sutherland, comte de Sutherland, Clan Munro et Kenneth Mackenzie, Lord Fortrose .
Le 17 septembre, Charles entre à Édimbourg sans opposition, bien que le château d'Édimbourg lui-même reste aux mains du gouvernement ; Jacques est proclamé roi d'Écosse le lendemain et Charles son régent. Le 21 En septembre, les Jacobites interceptent et dispersent l'armée de Cope en moins de 20 minutes à la bataille de Prestonpans, juste à l'extérieur d'Édimbourg. Le prince William, duc de Cumberland, commandant de l'armée britannique en Flandre, est rappelé à Londres, avec 12 000 soldats,. Pour consolider son soutien en Écosse, Charles publie deux « Déclarations » les 9 et 10 octobre : la première dissout la « prétendue Union », la seconde rejette l'Acte d'établissement. Il demande également au Caledonian Mercury de publier le compte rendu de l'enquête parlementaire de 1695 sur le massacre de Glencoe, souvent utilisé comme exemple d'oppression après 1688.

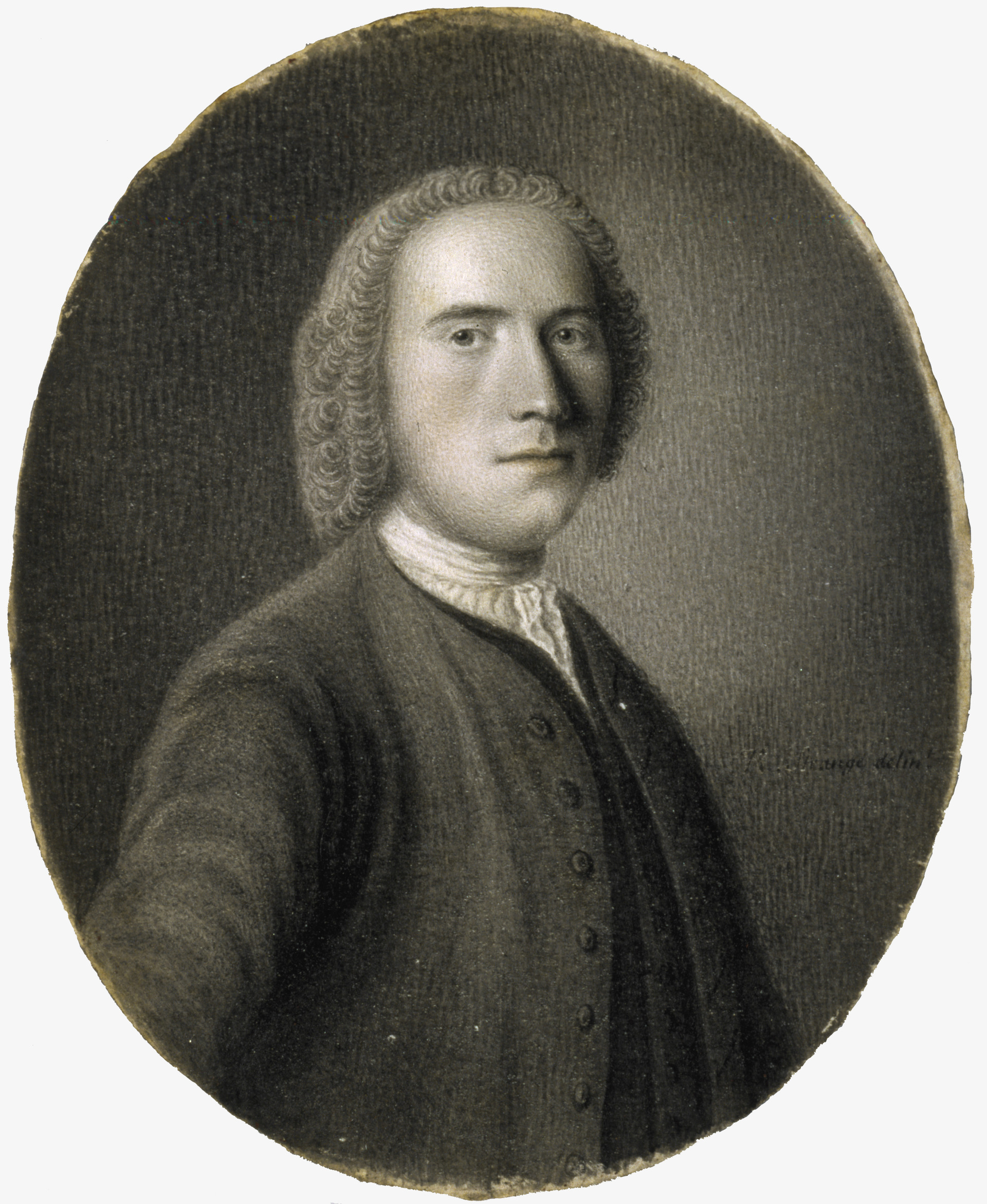
Lord George Murray ; bien que compétent, ses mauvaises relations avec Charles et O'Sullivan ont réduit son efficacité

Le moral des Jacobites est encore renforcé à la mi-octobre lorsque les Français débarquent des fournitures d'argent et d'armes, accompagnés d'un émissaire, le marquis d'Éguilles, ce qui semble valider les revendications du soutien français. Cependant, David Wemyss, Lord Elcho, affirme plus tard que ses compatriotes écossais sont déjà préoccupés par le style autocratique de Charles et craignent qu'il ne soit trop influencé par ses conseillers irlandais. Un « Conseil du Prince » composé de 15 à 20 hauts dirigeants est établi ; Charles le considère comme une imposition des Écossais à leur monarque divinement désigné, tandis que les réunions quotidiennes accentuent les divisions entre les factions,.
Ces tensions internes sont mises en évidence par les réunions qui se tiennent les 30 et 31 octobre pour discuter de stratégie. La plupart des Écossais souhaitent consolider leur position et faire revivre le Parlement d'Écosse d'avant 1707 pour aider à le défendre contre les « armées anglaises » qu'ils s'attendent à voir envoyées contre eux. Charles affirme qu'une invasion de l'Angleterre est essentielle pour attirer le soutien français et assurer l'indépendance de l'Écosse en éliminant les Hanovriens. Il est soutenu par les exilés irlandais, pour qui l'arrivée de Stuart sur le trône britannique est le seul moyen de parvenir à une Irlande catholique et autonome. Charles affirme également qu'il est en contact avec des partisans anglais, qui attendent simplement leur arrivée, tandis que d'Éguilles assure au conseil qu'un débarquement français en Angleterre est imminent.
Malgré ses doutes, le Conseil accepte l'invasion, à condition que le soutien anglais et français promis soit assuré. Les précédentes incursions écossaises en Angleterre ont traversé la frontière à Berwick-upon-Tweed, mais Murray choisit une route via Carlisle et le nord-ouest de l'Angleterre, régions fortement jacobites en 1715. Les derniers éléments de l'armée jacobite quittent Édimbourg le 4 novembre et les forces gouvernementales sous le commandement du général Handasyde reprennent la ville le 14.

## Invasion de l'Angleterre

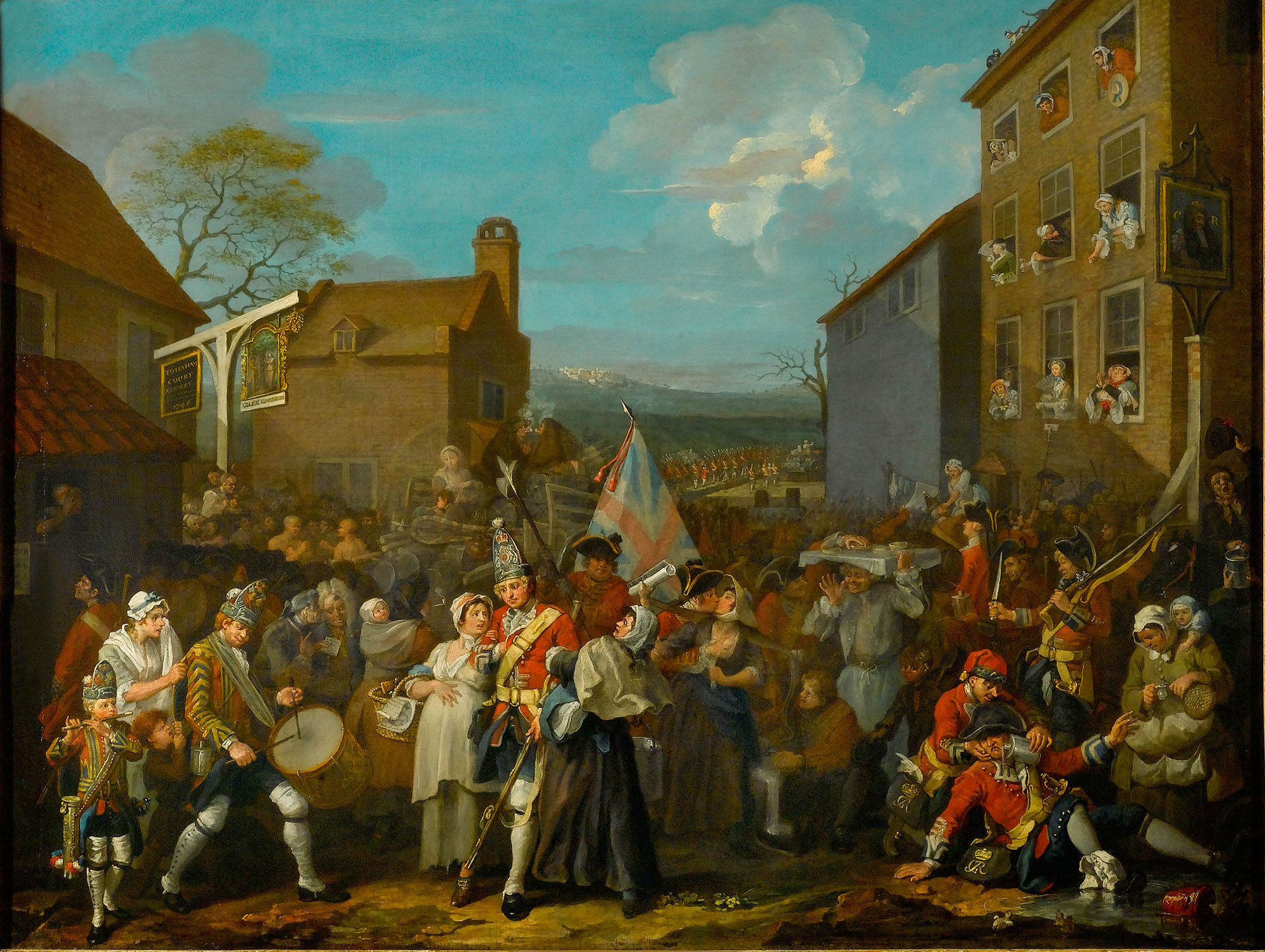
La marche des gardes vers Finchley par William Hogarth ; soldats rassemblés pour défendre Londres contre les forces jacobites

Murray divise l'armée en deux colonnes pour cacher leur destination au général George Wade, commandant du gouvernement à Newcastle, et entre en Angleterre le 8 novembre sans opposition. Le 10, ils atteignent Carlisle, une importante forteresse frontalière avant l'Union de 1707 mais dont les défenses sont désormais en mauvais état, tenue par une garnison de 80 vétérans âgés. Cependant, sans artillerie de siège, les Jacobites doivent encore l'affamer jusqu'à la soumission, une opération pour laquelle ils n'ont ni l'équipement ni le temps. Malgré cela, le château capitule le 15 novembre, après avoir appris que la force de secours de Wade est retardée par la neige. Le succès revigore la cause jacobite et, lorsqu'il reprend la ville en décembre, Cumberland veut exécuter les responsables.
Laissant une petite garnison, les Jacobites continuent vers le sud jusqu'à Preston le 26 novembre, puis Manchester le 28. C'est ici qu'ils reçoivent la première vague notable de recrues anglaises, qui sont intégrées au régiment de Manchester . Leur commandant est Francis Towneley, un catholique du Lancashire et ancien officier de l'armée royale française, dont le frère aîné Richard a échappé de justesse à l'exécution pour son rôle dans l'insurrection de 1715. Lors des réunions précédentes du Conseil, de nombreux membres écossais ant plaidé en faveur du retrait. Ils acceptent de continuer seulement après que Charles leur assure que Sir Watkin Williams Wynn les rencontrera à Derby, alors que le duc de Beaufort se prépare à s'emparer de Bristol.

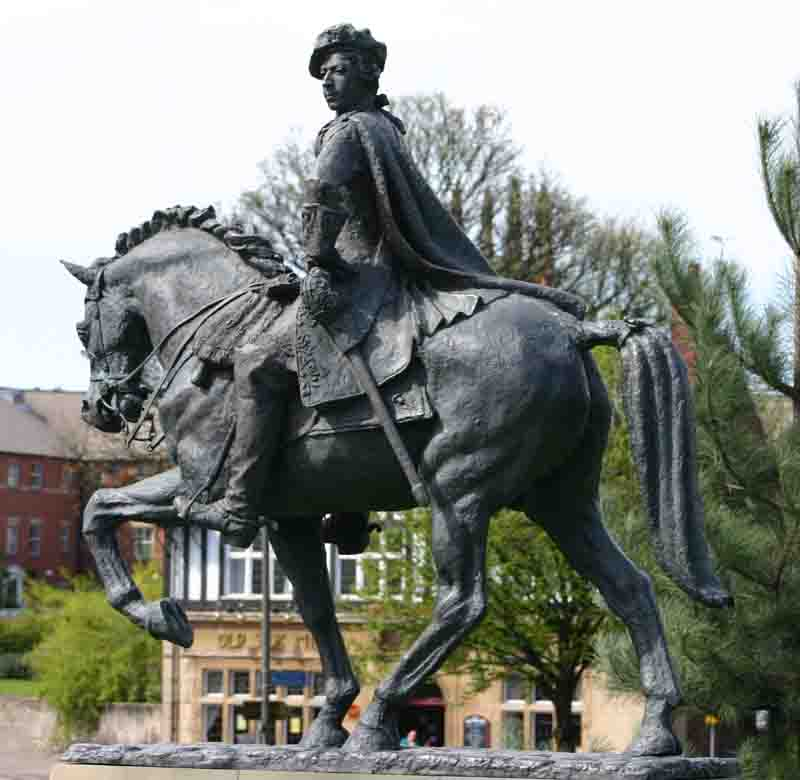
Derby ; une statue de Charles Stuart commémore l'armée jacobite qui a atteint la ville en 1745

Lorsqu'ils atteignent Derby le 4 décembre, il n'y a aucun signe de renforts ou de débarquement français, et le Conseil se réunit à Exeter House le 5 pour discuter des prochaines étapes. Malgré les grandes foules qui se déplacent pour les voir marcher vers le sud, seule Manchester fournit un nombre significatif de recrues ; Preston, un bastion jacobite en 1715, en fournit trois. Murray fait valoir qu'ils sont allés aussi loin que possible et qu'ils risquent désormais d'être coupés par des forces supérieures, avec Cumberland avançant vers le nord depuis Londres et Wade se déplaçant vers le sud depuis Newcastle. Charles admet qu'il n'a pas eu de nouvelles des Jacobites anglais depuis son départ de France ; cela signifie qu'il a menti en prétendant le contraire et que ses relations avec les Écossais sont irrémédiablement endommagées.
Le Conseil vote massivement en faveur de la retraite, surtout après avoir appris de Lord Drummond que des navires français ont débarqué des hommes, des fournitures et de l'argent à Montrose, Angus. Ils comprennent de petits détachements de réguliers des « Royal Écossais » et de la Brigade irlandaise. Bien que moins de 200 au total, Drummond aurait affirmé que 10 000 autres se préparaient à suivre, « influençant grandement » la décision.
Bien que la décision a été débattue depuis lors, les contemporains ne croient pas que le régime hanovrien s'effondrera, même si les Jacobites avaient atteint Londres. Ce changement est motivé par le manque de soutien extérieur, et non par la proximité de la capitale, et sa pertinence est confirmée par de nombreux historiens modernes. Le manque d'armes lourdes et d'équipements permet à la petite armée jacobite de surpasser ses adversaires, mais rend une bataille serrée extrêmement dangereuse. Dans une lettre du 30 novembre, le duc de Richmond, qui est avec l'armée de Cumberland, énumère cinq options possibles pour les Jacobites, parmi lesquelles la retraite en Écosse est de loin la meilleure pour eux, et la pire pour le gouvernement.

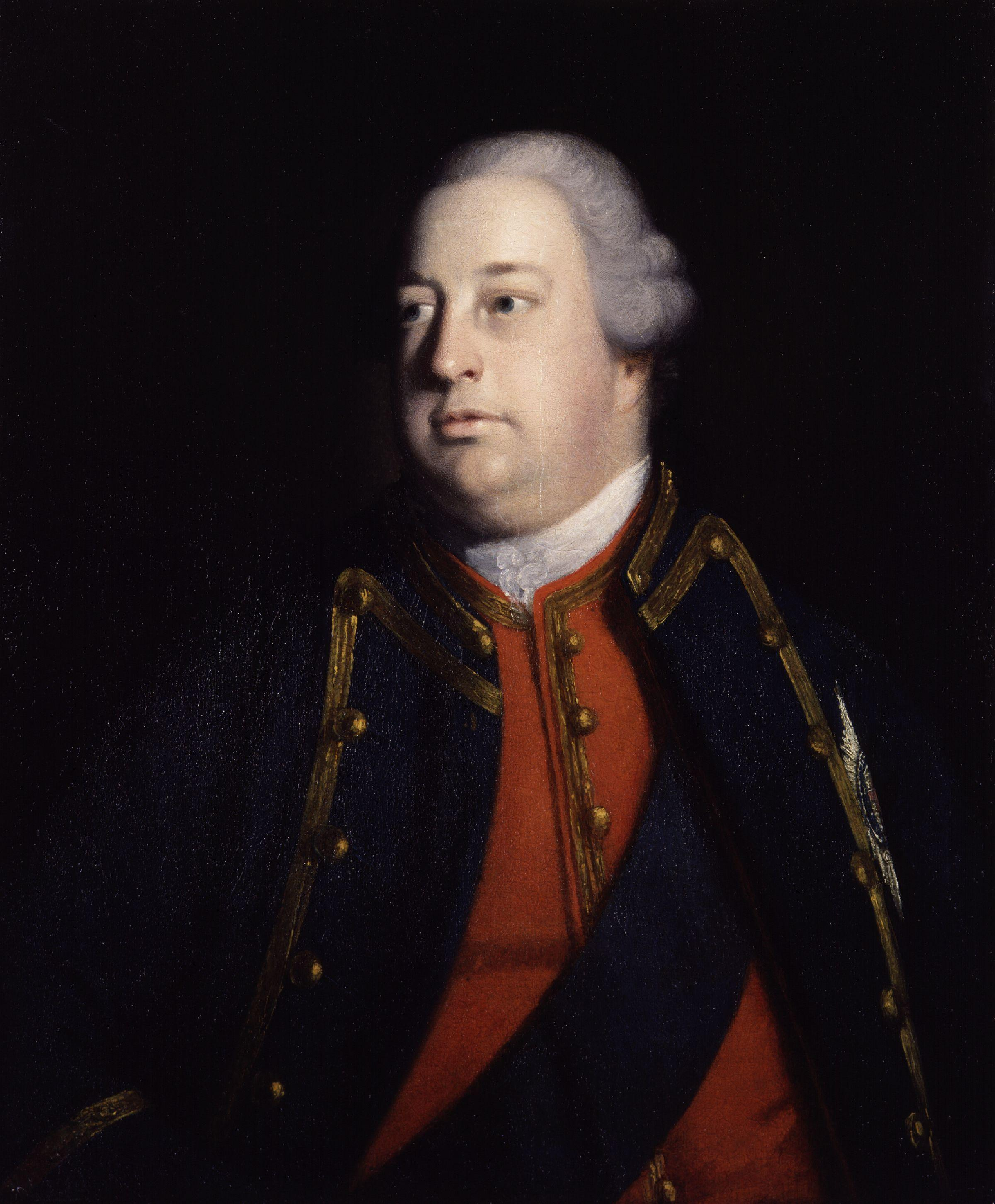
Duc de Cumberland, vers 1757

Le gouvernement britannique est préoccupé par les rapports selon lesquels une flotte d'invasion est en préparation à Dunkerque, mais on ne sait pas vraiment dans quelle mesure ces plans étaient sérieux. Au cours de l'hiver 1745-1746, le maréchal Maurice de Saxe rassemble des troupes dans le nord de la France en vue d'une offensive en Flandre, tandis que Dunkerque est une importante base de corsaires et toujours très fréquentée. La menace d'une invasion est un moyen beaucoup plus rentable de consommer les ressources britanniques que de le faire réellement et ces plans sont officiellement annulés en janvier 1746.
La retraite endommage gravement les relations entre Charles et les Écossais, les deux parties considérant l'autre avec suspicion et hostilité. Elcho écrit plus tard que Murray pensait qu'ils auraient pu continuer la guerre en Écosse « pendant plusieurs années », forçant la Couronne à accepter les conditions car ses troupes étaient désespérément nécessaires pour la guerre sur le continent. Cela semble peu probable puisque malgré leurs victoires en Flandre, au début de 1746, le ministre des Finances Machault avertit Louis que le blocus naval britannique a réduit l'économie française à un « état catastrophique ».
L'armée jacobite, qui se déplace rapidement, échappe à la poursuite avec seulement une escarmouche mineure à Clifton Moor, et retourne en Écosse le 20 décembre. L'armée de Cumberland arrive devant Carlisle le 22 décembre et sept jours plus tard, la garnison est forcée de se rendre, mettant fin à la présence militaire jacobite en Angleterre. Une grande partie de la garnison provenait du régiment de Manchester et plusieurs officiers sont exécutés plus tard, dont Francis Towneley.

## La route vers Culloden

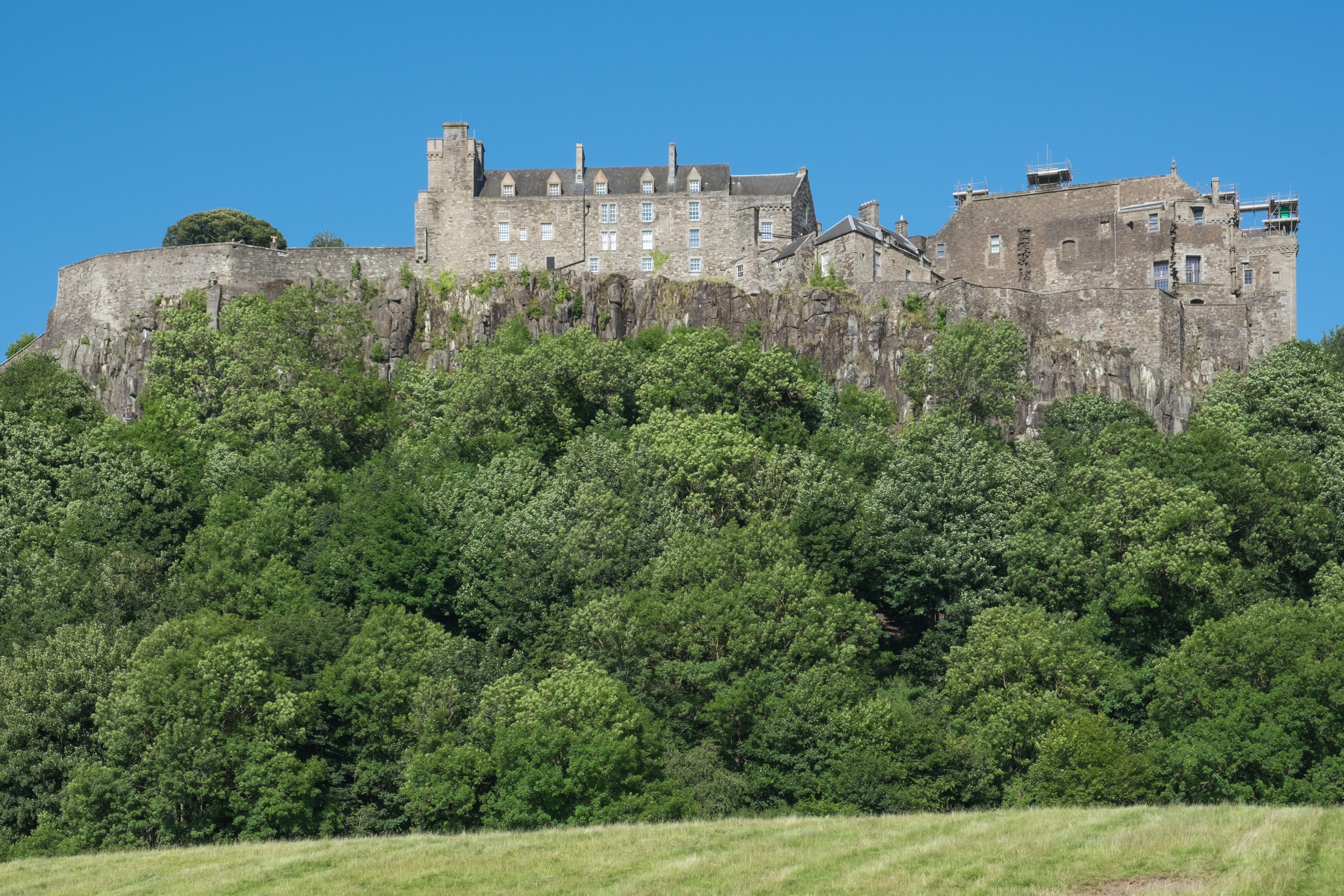
Château de Stirling ; les Jacobites ont passé deux mois à assiéger sans succès le fort le plus puissant d'Écosse

L'invasion elle-même n'a que peu d'effet stratégique, mais atteindre Derby et revenir est un exploit militaire considérable. Le moral est élevé, tandis que les renforts d'Aberdeenshire et de Banffshire sous le commandement de Lewis Gordon, ainsi que les réguliers écossais et irlandais au service des Français, portent la force jacobite à plus de 8 000 hommes.
L'armée jacobite se tourne alors vers une forme de guerre plus conventionnelle, pour laquelle elle est sans doute moins bien adaptée. De nombreuses troupes sont occupées à réprimer une contre-insurrection dans les Highlands, menée par des hommes de clan fidèles au gouvernement sous John Campbell, 4e comte de Loudoun . Dans le même temps, une grande partie de leurs ressources est concentrée sur le siège du château de Stirling, l'un des forts les plus puissants d'Écosse. Le 17 janvier, les Jacobites dispersent une force de secours sous le commandement d'Henry Hawley à la bataille de Falkirk Muir, mais l'insuffisance de l'artillerie lourde signifie que le siège lui-même ne progresse guère.
Les forces de Hawley sont en grande partie intactes et reprennent leur avance une fois que Cumberland arrive à Édimbourg le 30 janvier, tandis que de nombreux Highlanders rentrent chez eux après Falkirk ; le 1er février, l'armée jacobite abandonne le siège et se retire à Inverness. Cumberland remonte la côte, permettant à ses forces d'être ravitaillées par mer, et entre à Aberdeen le 27 février ; les deux camps suspendent leurs opérations jusqu'à ce que le temps s'améliore. Lorsque Cumberland quitte Aberdeen le 8 avril, les Jacobites manquent de nourriture et d'argent, et les dirigeants conviennent que livrer bataille est leur meilleure option.
Les débats sur l'adéquation du terrain de Culloden découlent de conflits d'après-guerre entre les partisans de Murray et d'O'Sullivan, qui est en grande partie responsable du choix, mais la défaite est une combinaison de facteurs. En plus d'un nombre et d'un équipement supérieurs, les troupes de Cumberland sont entraînées à contrer la charge des Highlanders, qui compte sur la vitesse et la férocité pour briser les lignes ennemies. En cas de succès, cela se traduit par des victoires rapides comme celles de Prestonpans et de Falkirk, mais en cas d'échec, ils ne peuvent pas tenir leur position.

Déploiements initiaux à la bataille de Culloden ; le terrain marécageux devant le centre jacobite les a forcés à se déplacer vers la droite ; le bataillon des Highlanders de Loudon de Ballimore s'est positionné derrière l'enceinte de Culwhiniac, à l'extrême droite

La bataille de Culloden du 16 avril, souvent citée comme la dernière bataille rangée sur le sol britannique, dure moins d'une heure et se termine par une victoire décisive du gouvernement. Épuisés par une marche nocturne effectuée dans une tentative avortée de surprendre les troupes de Cumberland, de nombreux Jacobites manquent la bataille, laissant moins de 5 000 hommes pour affronter une force bien reposée et équipée de 7 000 à 9 000 hommes.
Les combats commencent par un échange d'artillerie : celle du gouvernement est largement supérieure en termes d'entraînement et de coordination, d'autant plus que James Grant, un officier de la brigade irlandaise qui sert comme chef de l'artillerie jacobite, est absent, ayant été blessé au siège de Fort William . Charles maintient sa position, s'attendant à ce que Cumberland attaque, mais celui-cirefuse de le faire et, incapable de répondre au feu, Charles ordonne à sa première ligne de charger. Ce faisant, le terrain marécageux devant le centre jacobite les force à se déplacer vers la droite, où ils se retrouvent empêtrés dans les régiments de l'aile droite et où les mouvements sont limités par un mur d'enceinte.

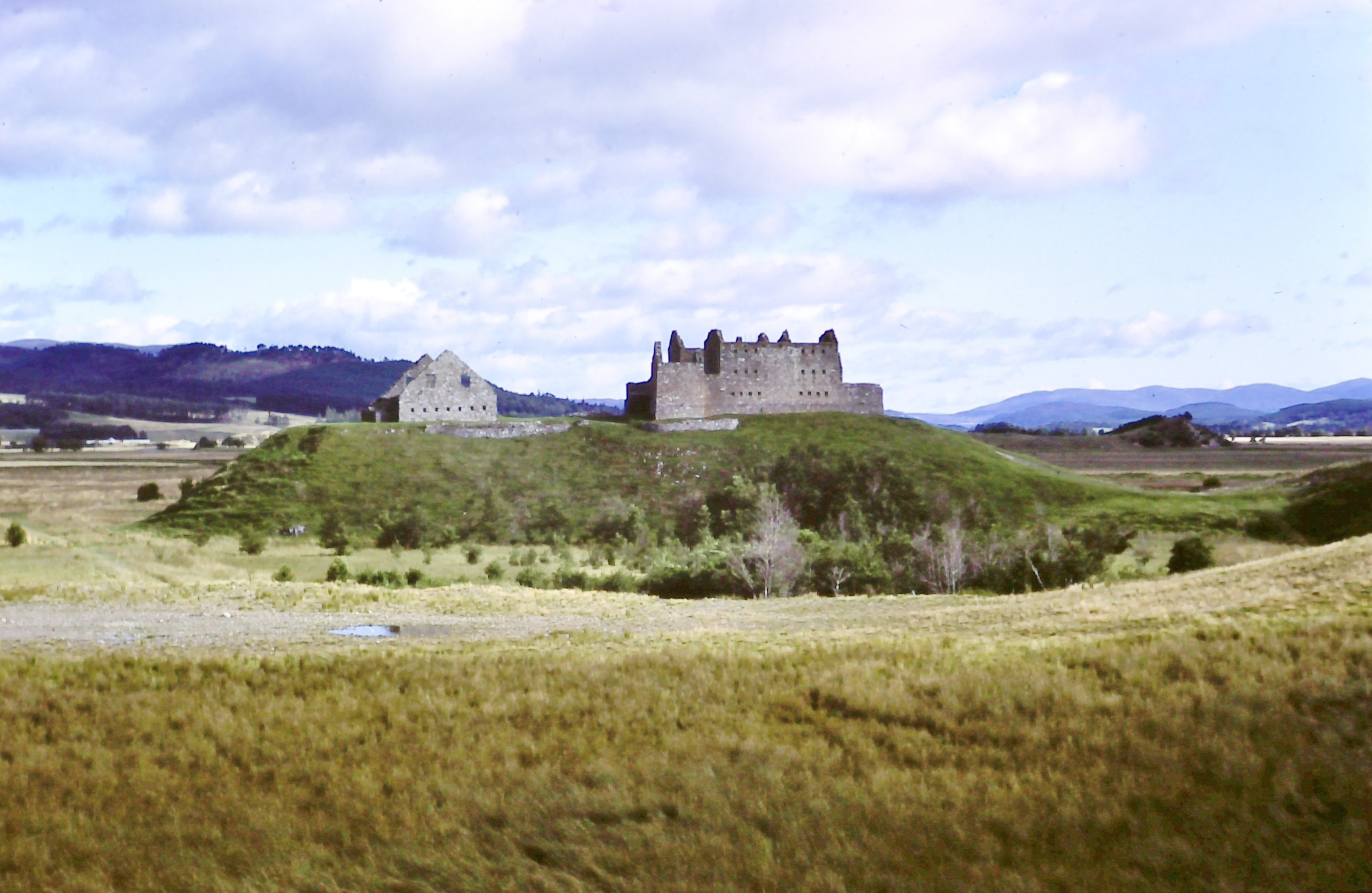
Ruthven Barracks, where over 1,500 Jacobite survivors assembled after Culloden

Cela augmente la distance par rapport aux lignes gouvernementales et ralentit l'élan de la charge, prolongeant leur exposition à l'artillerie gouvernementale, qui est maintenant passée à la mitraille. Malgré de lourdes pertes, les Highlanders s'écrasent sur la gauche de Cumberland, qui cède du terrain mais ne rompt pas, tandis que les Highlanders de Loudon tirent sur leur flanc depuis derrière le mur. Incapables de riposter, les Highlanders s'effondrent et reculent dans la confusion ; les régiments du nord-est et les réguliers irlandais et écossais de la deuxième ligne se retirent en bon ordre, permettant à Charles et à sa suite personnelle de s'échapper vers le nord.
Les troupes qui résistent ensemble, comme les réguliers français, sont beaucoup moins vulnérables en retraite, mais de nombreux Highlanders sont abattus dans la poursuite. Les pertes gouvernementales sont estimées à 50 tués, plus 259 blessés ; de nombreux blessés jacobites restés sur le champ de bataille auraient été tués par la suite, leurs pertes étant de 1 200 à 1 500 morts et 500 prisonniers. Plusieurs milliers de Jacobites armés restent en liberté et, au cours des deux jours suivants, environ 1 500 d'entre eux se rassemblent à la caserne de Ruthven. Le 20 avril, Charles leur ordonne de se disperser, arguant que l'aide française est nécessaire pour continuer le combat et qu'ils doivent rentrer chez eux jusqu'à ce qu'il revienne avec un soutien supplémentaire.
Lord Elcho prétend plus tard avoir dit à Charles qu'il devait « se mettre à la tête des [...] hommes qui lui restent, et vivre et mourir avec eux », mais il est déterminé à partir pour la France. Après avoir échappé à la capture dans les Highlands de l'Ouest, Charles est recueilli par un navire français commandé par Richard Warren le 20 septembre ; il ne retourne jamais en Écosse, mais l'effondrement de ses relations avec les Écossais le rendait toujours improbable. Même avant Derby, il avait accusé Murray et d'autres de trahison ; ces accès de colère étaient devenus plus fréquents en raison de la déception et de la forte consommation d'alcool, tandis que les Écossais ne croyaient plus à ses promesses de soutien.

## Conséquences

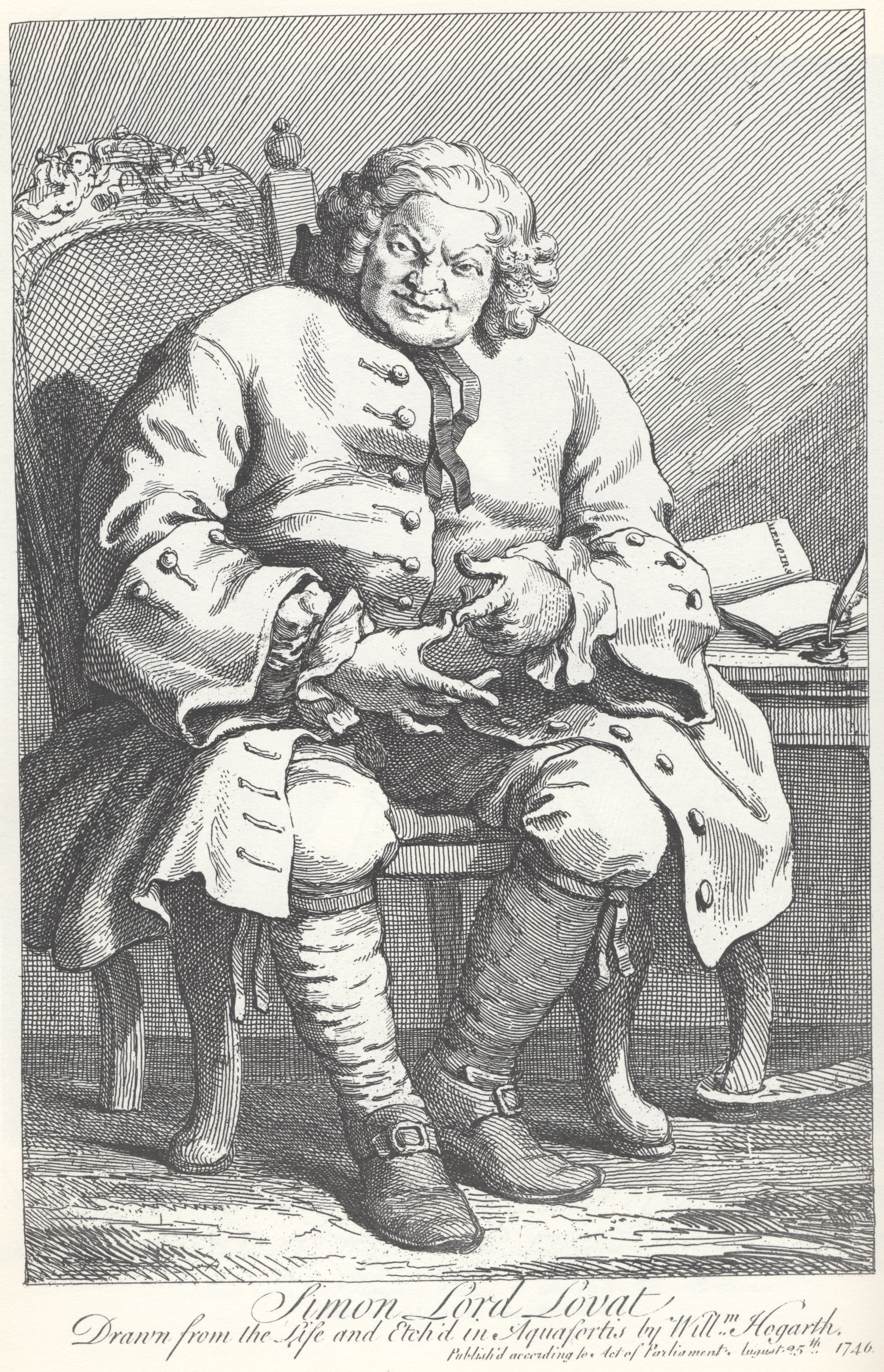
Lovat, dessiné par William Hogarth à St Albans, en route vers Londres pour son procès et son exécution ultérieure

Après Culloden, les forces gouvernementales passent plusieurs semaines à rechercher les rebelles, à confisquer du bétail et à brûler les maisons de réunion des épiscopaliens et des catholiques non assermentés . Ces mesures sont en partie dues à une perception largement répandue des deux côtés qu’un autre débarquement était imminent. Les soldats réguliers au service de la France sont traités comme des prisonniers de guerre et échangés quelle que soit leur nationalité, mais 3 500 jacobites sont accusés de trahison. Parmi eux, 120 sont exécutés, principalement des déserteurs de l'armée britannique ou des membres du régiment de Manchester, 650 meurent en attendant leur procès, 900 sont graciés et le reste fut déporté dans les colonies.
Les lords jacobites Kilmarnock, Balmerino et Lovat sont décapités en avril 1747, mais l'opinion publique s'oppose à des procès supplémentaireset le reste des prisonniers sont libérés en application de la Loi de pardon général de 1746 (en). Ces prisonniers incluent Flora MacDonald, pour qui les admirateurs aristocratiques recueillent plus de 1 500£. Lord Elcho, Lord Murray et Lochiel en sont exclus et meurent en exil ; Archibald Cameron, responsable du recrutement dyu régiment Cameron en 1745, est semble-t-il trahi par son propre clan à son retour en Écosse et est exécuté le 7 juin 1753.
Le gouvernement limite les confiscations de biens jacobites, car l'expérience de cette pratique après 1715 et 1719 a montré que le coût dépasse souvent le prix de vente. En vertu de la loi Vesting Act de 1747, les biens de 51 personnes arrêtées pour leur rôle en 1745 sont examinés par la Cour de l'Échiquier, et 41 sont confisqués. Comme cela s'était déjà produit auparavant, la plupart sont achetés ou réclamés par des créanciers, 13 propriétés étant devenues des terres de la Couronne en 1755. En vertu de la loi de désannexion de 1784, leurs héritiers sont autorisés à les racheter, en échange d'un paiement total de 65 000 £.
Une fois au nord d'Édimbourg ou à l'intérieur des terres depuis des ports comme Aberdeen, le mouvement des troupes gouvernementales était entravé par le manque de routes ou de cartes précises des Highlands. Pour remédier à cela, de nouveaux forts furent construits, le réseau routier militaire commencé par Wade fut finalement achevé et William Roy réalisa la première étude complète des Highlands. Des mesures supplémentaires furent prises pour affaiblir le système clanique traditionnel, qui, même avant 1745, avait été soumis à de graves tensions en raison de l'évolution des conditions économiques. Le plus important fut le Heritable Jurisdictions (Scotland) Act de 1746, qui mit fin au pouvoir féodal des chefs sur les membres de leur clan. La loi de proscription de 1746 interdisait la tenue des Highlands à moins qu'elle ne soit portée pendant le service militaire, bien que son impact soit débattu et que la loi ait été abrogée en 1782.

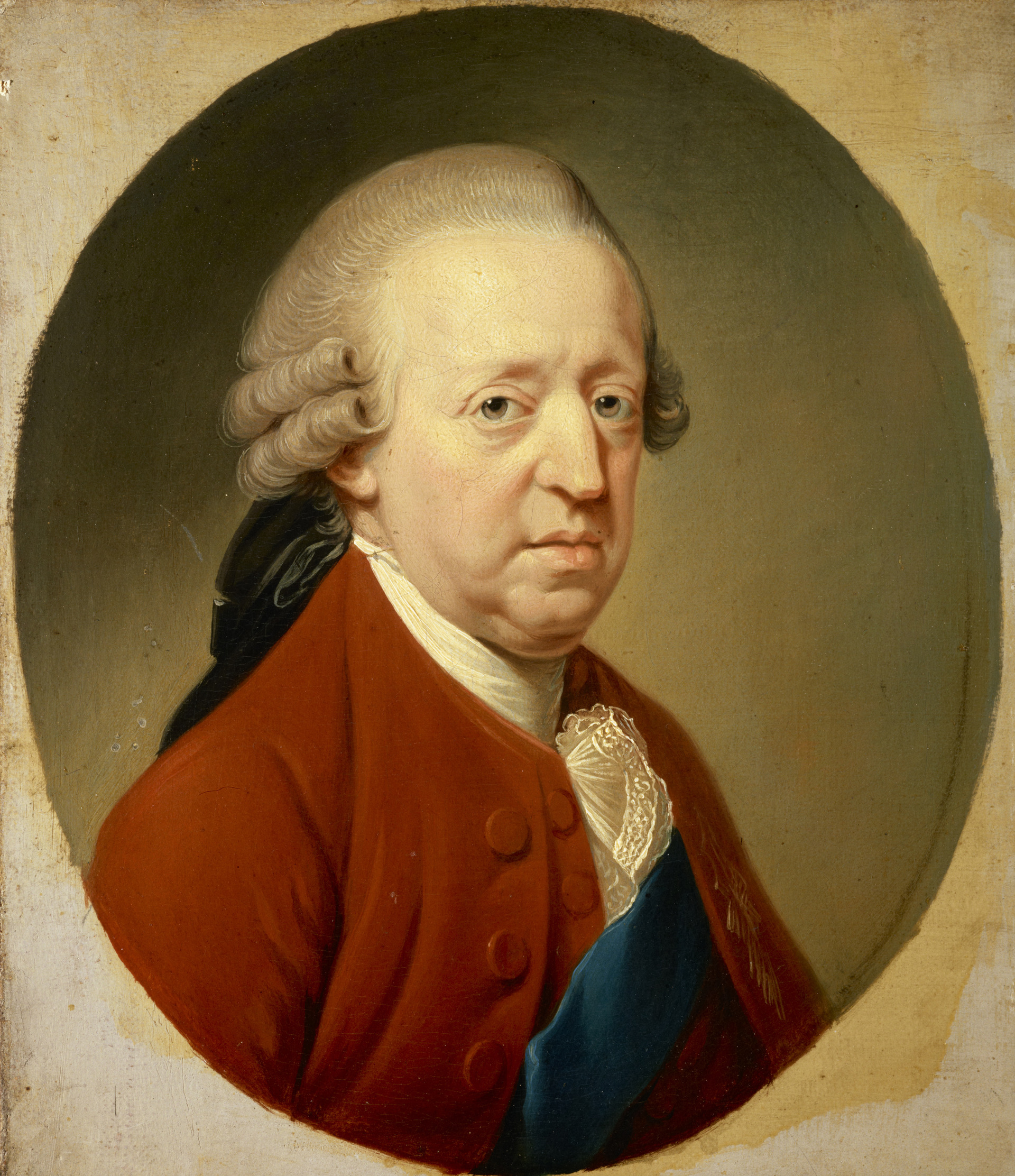
Charles Édouard Stuart dans sa vieillesse

La cause jacobite ne disparait pas entièrement après 1746, mais les objectifs contradictoires de ses participants mettent fin au mouvement en tant que menace politique sérieuse. De nombreux Écossais sont déçus par le leadership de Charles tandis que le déclin du jacobitisme anglais est démontré par le manque de soutien des régions fortement jacobites en 1715, comme le Northumberland et le comté de Durham. Les sociétés jacobites irlandaises reflétent de plus en plus leur opposition à l'ordre existant plutôt que leur affection pour les Stuarts et sont finalement absorbées par la Society of United Irishmen.
En juin 1747, D'Éguilles rédige un rapport sur le soulèvement qui critique les dirigeants jacobites en général, tandis que son opinion sur Charles est si négative qu'il conclut que la France serait peut-être mieux servie en soutenant une République écossaise. Peu de temps après, Henri Benoît Stuart est ordonné prêtre catholique romain ; Charles considère cela comme une acceptation tacite que la cause Stuart est terminée et ne lui pardonne jamais. Pour les deux dirigeants, la Rébellion a été être le point culminant de leur carrière. Charles est déporté de force de France après le traité d'Aix-la-Chapelle de 1748 et sombre rapidement dans l'alcoolisme, tandis que Cumberland démissionne de l'armée britannique en 1757 et meure d'un accident vasculaire cérébral en 1765.
Charles poursuit ses tentatives pour relancer la cause, notamment en effectuant une visite secrète à Londres en 1750, pendant laquelle il rencontre des partisans et se convertit brièvement à la Communion anglicane non jurante,. En 1759, il rencontre Choiseul, alors Premier ministre de France, pour discuter d'une autre invasion, mais ce dernier le congédie comme étant incapable à cause de l'alcool. Malgré les exhortations de Charles, le pape Clément XIII refuse de le reconnaître comme Charles III après la mort de leur père en 1766. Il meure d'une attaque d'apoplexie à Rome en janvier 1788, un homme déçu et aigri.

## Héritage

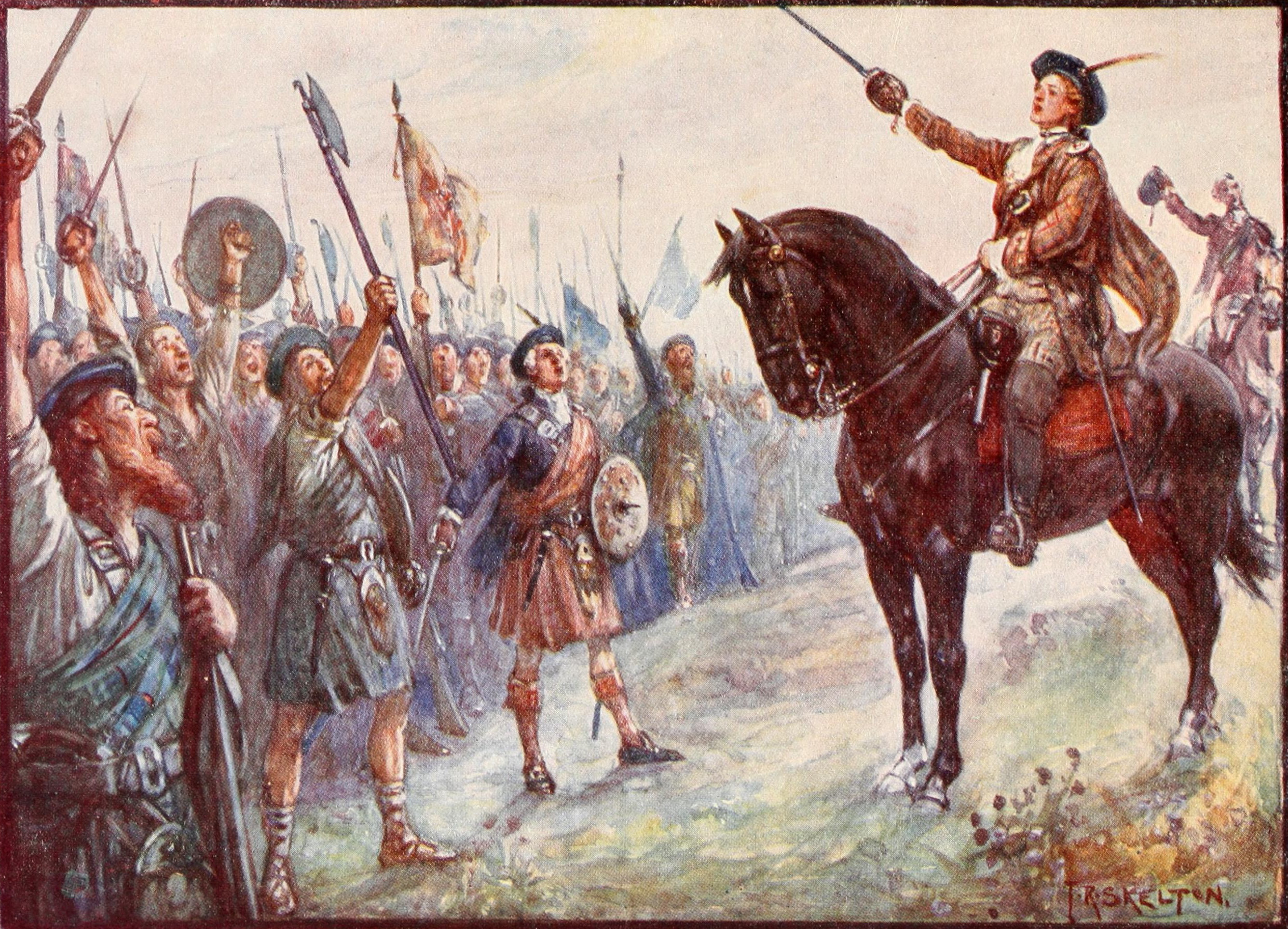
Charles Stuart, icône romantique ; extrait de A History of Scotland for Boys and Girls de HE Marshall, publié en 1906

Au milieu du XXe siècle, l'historienne écossaise Winifred Duke écrit : « ... l'idée acceptée des Quarante-Cinq dans l'esprit de la plupart des gens est une combinaison floue et pittoresque d'un pique-nique et d'une croisade... dans la froide réalité, Charles était indésirable et mal accueilli ». Les commentateurs modernes soutiennent que l'accent mis sur « Bonnie Prince Charlie » occulte le fait que de nombreux participants au soulèvement l'ont fait parce qu'ils s'opposaient à l'Union, et non aux Hanovriens. En conséquence, cet aspect nationaliste en fait une partie d'une idée politique en cours, plutôt que le dernier acte d'une cause et d'une culture des Highlands vouées à l'échec.
Un exemple de la manière dont cela a influencé les perspectives historiques est la tendance à décrire l’armée jacobite comme composée en grande partie de Highlanders parlant gaélique. En 2013 encore, le centre d'accueil des visiteurs de Culloden a répertorié les régiments des Lowlands tels que les Life Guards de Lord Elcho et de Balmerino, les Hussards de Baggot et le Perthshire Horse du Viscount Strathallan sous le nom de « Highland Horse ». Bien qu'une proportion importante d'entre eux soient des Highlanders, l'armée comprenait de nombreuses unités des Lowlands, un nombre limité d'Anglais et quelques centaines de réguliers français et irlandais.
Après 1745, la perception populaire des Highlanders a changé, passant de celle de « wyld, wykkd Helandmen », racialement et culturellement distincts des autres Écossais, à celle de membres d'une race de nobles guerriers. Pendant un siècle avant 1745, la pauvreté rurale a poussé un nombre croissant de personnes à s'enrôler dans des armées étrangères, comme la brigade écossaise hollandaise, mais si de nombreux Highlanders avaient une expérience militaire, les aspects militaires du clanisme étaient en déclin depuis de nombreuses années, la dernière bataille interclanique importante étant celle de Maol Ruadh en août 1688. Le service extérieur fut interdit en 1745 et le recrutement dans l'armée britannique fut accéléré dans le cadre d'une politique délibérée. Les administrateurs impériaux victoriens ont accentué ce phénomène en recrutant parmi les soi-disant « races martiales », les Highlanders, les Sikhs, les Dogras et les Gurkhas étant regroupés comme ceux qui étaient arbitrairement identifiés comme partageant des vertus militaires.
Avant 1707, les écrivains écossais faisaient partie d’une culture littéraire européenne plus large et souvent uniforme. La création d'un style spécifiquement écossais a commencé en réaction à l'Union, avec des poètes comme Allan Ramsay utilisant pour la première fois le vernaculaire écossais. Après l'insurrection, concilier le passé jacobite avec un présent unioniste signifiait se concentrer sur une identité culturelle commune, ce qui était facilité par le fait qu'elle n'impliquait pas de sympathie pour les Stuarts ; Ramsay était l'un de ceux qui quittèrent Édimbourg lorsque la ville tomba aux mains des Jacobites en 1745. Cependant, l’étude de l’histoire écossaise elle-même a été largement ignorée par les écoles et les universités jusqu’au milieu du XXe siècle.

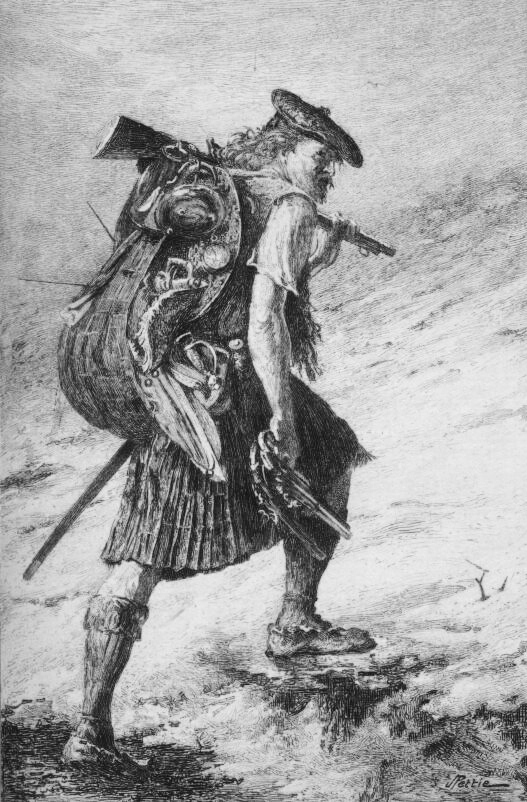
« Disbanded », illustration de John Pettie dans l'édition de 1893 de Waverley

Le style vernaculaire a été perpétué après 1745, notamment par Robert Burns, mais d'autres ont évité les divisions récentes au sein de la société écossaise en se tournant vers un passé beaucoup plus lointain et largement mythique. Parmi eux, James Macpherson, qui publie entre 1760 et 1765 le cycle d'Ossian, qui est un best-seller dans toute l'Europe. L'affirmation selon laquelle il s'agit d'une traduction du gaélique original a été contestée depuis lors, mais le sentiment d'une culture menacée après 1746 conduit à une recrudescence de la littérature gaélique écossaise, en grande partie liée aux événements de l'insurrection. Alasdair mac Mhaighstir Alasdair, généralement considéré comme l'auteur des premières œuvres profanes en gaélique au début des années 1740, est suivi par des poètes gaéliques, dont Donnchadh Bàn Mac an t-Saoir, qui participe au soulèvement en tant que membre d'une milice gouvernementale, et Catriona Nic Fhearghais, qui aurait perdu son mari à Culloden.
Le soulèvement a été un sujet populaire pour des écrivains tels que DK Broster et Sir Walter Scott, dont le roman Waverley de 1814 l'a présenté comme faisant partie d'une histoire unioniste commune. Le héros de Waverley est un Anglais qui se bat pour les Stuarts, sauve un colonel hanovrien et rejette finalement une beauté romantique des Highlands pour la fille d'un aristocrate des Lowlands. La réconciliation de Scott entre l'Unionisme et le '45 a permis au neveu de Cumberland , George IV, d'être peint moins de 70 ans plus tard, portant une robe des Highlands et des tartans, auparavant symboles de la rébellion jacobite.
Le remplacement d'un passé historique complexe et conflictuel par une tradition culturelle simplifiée mais partagée a conduit aux inventions victoriennes des Burns Suppers, des Highland games, des tartans et à l'adoption par une nation largement protestante des icônes catholiques Marie, reine d'Écosse et Bonnie Prince Charlie. Ces événements continuent de façonner les perspectives modernes sur le passé des Écossais.